# Ryan Firebee
Le Ryan Firebee est une série de drones cibles développés par la Ryan Aeronautical Company à partir de 1951. C'était l'un des premiers drones à réaction, et reste l'un des drones cibles les plus largement utilisés jamais construits.

## Développement

### Ryan Firebee I

#### Q-2/KDA-1 Firebee

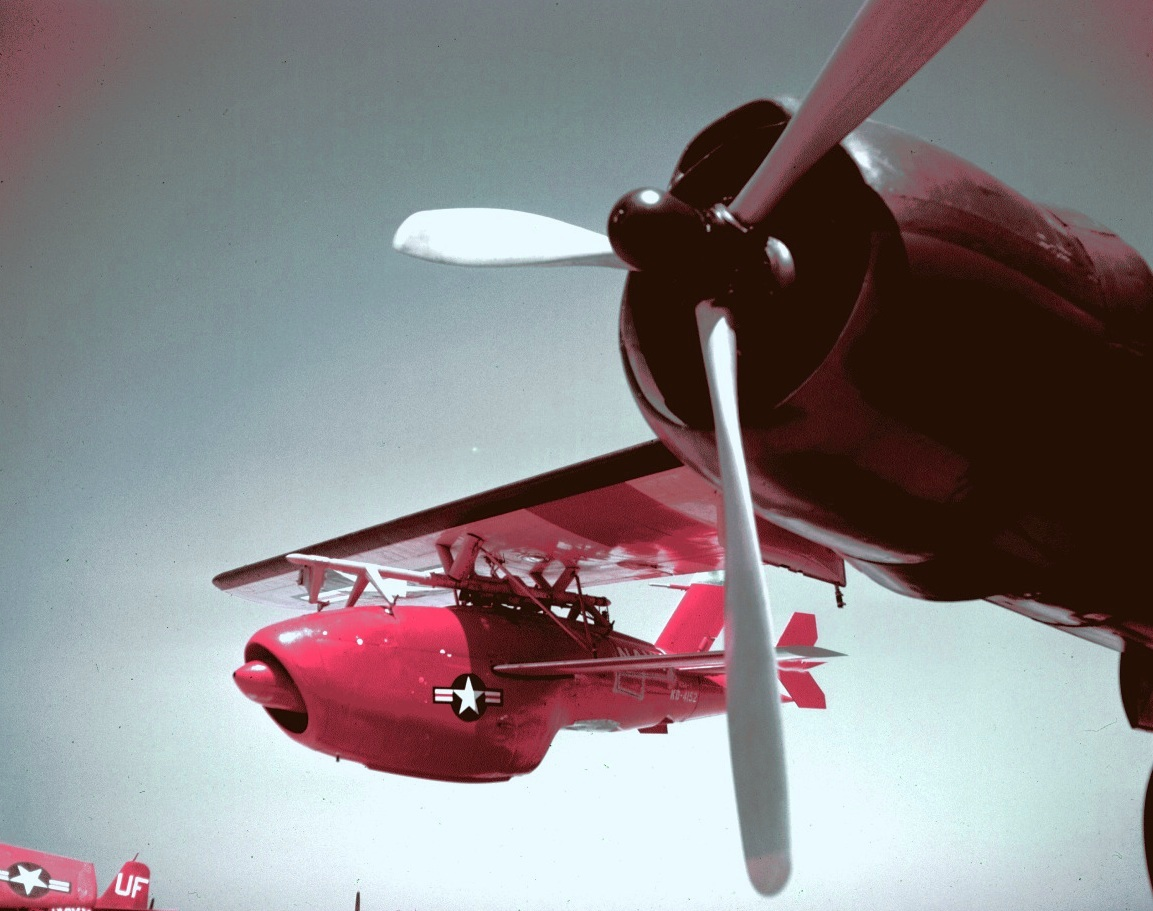
KDA Firebee sous l'aile d'un JD-1 Invader.

Le Firebee I était le résultat d'une demande US Air Force en 1948 et contrat à Ryan pour une cible de tir à réaction. Le premier vol du prototype XQ-2 Firebee a eu lieu au début de 1951. Le drone présentait des surfaces de vol à angle de flèche positif et une entrée de nez circulaire. Les modèles initiaux avaient des plaques d'extrémité distinctives en forme de « pointe de flèche » sur l'empennage. Le Firebee peut être lancé depuis l'air à partir d'un avion de lancement spécialement modifié (Douglas A-26 Invader a été le premier à être utilisé à cette fin), ou lancé au sol avec un seul propulseur à décollage assisté par réaction (acronyme RATO en anglais).
Après une évaluation réussie, la cible a été commandée en production pour l'USAF sous le nom de Q-2A, propulsée par un turboréacteur Continental J69-T-19B avec 4.7 kN de poussée. L'armée de l'Air a alors obtenu en petit nombre un Q-2B avec un moteur plus puissant pour des performances à haute altitude.
La US Navy a acheté le Firebee sous le nom de KDA-1 qui était principalement similaire au Q-2A, différant principalement par son groupe motopropulseur : un turboréacteur Fairchild J44-R-20B avec 4.4 kN de poussée. Le KDA-1 et le Q-2A se distinguent par le corps central d'entrée en saillie du KDA-1 et une entrée plus large et fortement inclinée. L'U.S. Army a également obtenu une version KDA-1 désignée XM21 qui ne différait que par des détails mineurs.
La Marine a obtenu plusieurs variantes améliorées du KDA-1, dont le XKDA-2 et le XKDA-3 qui n'ont pas été construits en quantité, et le KDA-4, qui était la principale version de production de la série. Ces variantes étaient difficiles à distinguer du KDA-1, différant principalement par les moteurs J44 successivement améliorés et d'autres modifications mineures.